# Chionaema alborosea
Chionaema alborosea là một loài bướm đêm thuộc phân họ Arctiinae, họ Erebidae.